# Sonia Petrovna
Sonia Petrovna, née Sonia Martine Peté le 13 janvier 1952 à Neuilly-sur-Seine, est une danseuse et actrice française.

## Biographie
D'origine russe, Sonia Martine Peté naît à Neuilly-sur-Seine. Elle est inscrite dès l'âge de 6 ans à l'école de ballet de l'Opéra de Paris. Elle se fait engager par Roland Petit dans le corps de ballet de l'Alhambra pour Les Affinités électives d'après Goethe ainsi que pour L'éloge de la folie. Le 14 juillet 1967, elle se produit au Festival des deux Mondes de Spolète dans la chorégraphie de Jean Dudan Hommage à Kandinsky. À la même époque, elle joue dans le documentaire Adolescence (de), réalisé par Marin Karmitz et Vladimir Forgency (de). Le film est nommé pour l'Oscar du meilleur court métrage documentaire en 1967.
Après avoir participé au film Le Feu sacré (1971) de Vladimir Forgency, qui se déroule également dans le monde de la danse, elle est engagée pour jouer le personnage de Vanina Abati dans le film Le Professeur (1972), réalisé par Valerio Zurlini avec Alain Delon. Il s'agit d'un film mélodramatique ayant pour toile de fond une Rimini déserte et hivernale, peu gaie et noyée dans le brouillard. Elle a ensuite obtenu le rôle de Sophie dans Ludwig ou le Crépuscule des dieux (1972) de Luchino Visconti, avec Helmut Berger et Romy Schneider.
Depuis 1980, elle participe à des séries télévisées et des films pour la télévision américaine, française et italienne, notamment La casa del sortilegio (1989), un film d'horreur réalisé par Umberto Lenzi et Due madri (1989), réalisé par Tonino Valerii avec Barbara De Rossi et Gianni Garko, l'histoire d'une petite fille disputée entre sa mère naturelle et sa mère adoptive.
Elle est mariée au compositeur Laurent Petitgirard.

## Filmographie

### Cinéma
- 1966 : Adolescence (de) de Vladimir Forgency (de) et Marin Karmitz (court-métrage)
- 1972 : Le Feu sacré de Vladimir Forgency : Sonia
- 1972 : Le Professeur (La prima notte di quiete) de Valerio Zurlini : Vanina Abatti
- 1972 : Ludwig ou le Crépuscule des dieux (Ludwig) de Luchino Visconti : Sophie
- 1974 : Amore de Henry Chapier : Marina
- 1974 : Un hombre como los demás de Pedro Masó
- 1974 : Di mamma non ce n'è una sola (it) d'Alfredo Giannetti : Renée
- 1978 : El terrorista de Víctor Barrera : Danny
- 1978 : Flashing Lights de Jacques Scandelari : La mère de Monique
- 1979 : Hierba salvaje de Luis María Delgado (es) : Berta
- 1984 : Not for Publication de Paul Bartel : Angélique
- 1986 : La Nuit du risque de Sergio Gobbi
- 1987 : Les Nouveaux Tricheurs de Michael Schock : Hélène
- 1987 : D'Annunzio de Sergio Nasca : Maria Cruyllas
- 1988 : Le prime foglie d'autunno (it) de Raimondo Del Balzo : Martina
- 1988 : La posta in gioco (it) de Sergio Nasca : Dolores
- 1989 : Saremo felici (it) de Gianfrancesco Lazotti
- 1989 : Obbligo di giocare - Zugzwang de Daniele Cesarano : La mère de Marco
- 2004 : Innocence de Lucile Hadžihalilović : L'assistante

### Télévision
- 1980 : Search for Tomorrow (série télévisée) : Renata Sutton
- 1980 : The Edge of Night (série télévisée) : Martine Duval
- 1982 : Ralph Super-héros (The Greatest American Hero) (série télévisée) : Sonya
- 1988 : La vita leggendaria di Ernest Hemingway (it) de José María Sánchez (it)
- 1989 : La casa del sortilegio d'Umberto Lenzi (téléfilm) : Martha Palmer
- 1989 : Due madri de Tonino Valerii (téléfilm)
- 1990 : Meurtre en vidéo (The Fatal Image) de Thomas J. Wright (téléfilm) : Contancia
- 1992 : Il segno del comando (it) de Giulio Questi (téléfilm) : Olivia
- 1993 : Nestor Burma (série télévisée), saison 3, épisode 2 : Boulevard ossements : Natacha
- 2001 : La crim' (série télévisée) : Jeanne Berlutti
- 2007 : Sous le soleil (série télévisée) : Isabelle